# Gornja Voća
Gornja Voća – wieś w Chorwacji, w żupanii varażdińskiej, w gminie Donja Voća. W 2011 roku liczyła 571 mieszkańców.